# Швейцер-Ренеке
Швейцер-Ренеке (африк. Schweizer-Reneke) — административный центр местного муниципалитета Мамуса в районе Рутх Сегомотси Момпати Северо-Западной провинции (ЮАР). 
Город был основан 1 октября 1888 года, и назван в честь капитана Швейцера и корнета Ренеке, погибших за три года до этого.

## Известные жители
- Эйберс, Элизабет - южноафриканская поэтесса, переводчик.